# Wilhelm Heyl
Wilhelm Heyl (* 30. Juni 1866 in Berlin; † 8. Mai 1927 in Berlin-Frohnau) war ein deutscher Verwaltungsjurist.

## Leben
Wilhelm Heyl studierte an der Ruprecht-Karls-Universität Heidelberg Rechtswissenschaft. 1887 wurde er Mitglied des Corps Vandalia Heidelberg. Nach dem Studium trat er in den preußischen Staatsdienst. Von 1896 bis 1897 absolvierte er das Regierungsreferendariat bei der Regierung in Düsseldorf. In der Folge war er Regierungsassessor bei der Regierung in Breslau. Von 1904 bis 1915 war er Landrat des Kreises Angerburg. Anschließend wechselte er als Regierungsrat an das Polizeipräsidium Berlin.